# متنزه شادمور الحكومي
متنزه شادمور الحكومي، يبلغ مساحته 99 أكر (0.40 كـم2) ويقع في مقاطعة سوفولك، نيويورك في الولايات المتحدة. تم إنشاء المتنزه في عام 2000، ويقع في بلدة إيست هامبتون في ساوث فورك في لونغ آيلاند، 1⁄4 ميل (0.40 كـم) شرق قرية مونتوك.

## تاريخ
قبل أن يصبح متنزه، تم استخدام الأرض كجزء من نظام الدفاع الساحلي لمدينة نيويورك خلال الحرب العالمية الثانية .لا يزال اثنان من مخابئ المراقبة الملموسة منذ ذلك الوقت مرئيين في الموقع. كانت ايضًا جزءًا من معسكر ويكوف، حيث تم عزل القوات بقيادة ثيودور روزفلت بعد الحرب الإسبانية الأمريكيه.
استمرت محاولات شراء الأرض للحفاظ عليها كمُتنزه عام لسنوات قبل إنشاء المتنزه في عام 2000 . بعد أن حصل الملاك السابقون على الموافقة على تقسيم ممتلكاتهم إلى عدة قطع سكنيه، تكثفت جهود الحفظ . تم شراء المتنزه في أكتوبر عام 2000 مقابل 17.7 مليون دولار، مع تقسيم التكلفة بين ولاية نيويورك (5.6 مليون دولار)، وبلدة إيست هامبتون (5.5 مليون دولار) ،ومقاطعة سوفولك (5.4 مليون دولار) ،ومنظمة الحفاظ على الطبيعه(مليون دولار).

## وصف المتنزه
المتنزه الذي يتم الاحتفاظ به في منطقة لونغ آيلاند التابعهلمكتب ولاية نيويورك للمتنزهات والاستجمام والمحافظة التاريخية، تتميز بأكثر من 2,400 قدم (730 م) من الشاطئ و 100 قدم (30 م) الخداع على طول المحيط الأطلسي .
المتنزه الغير مطور إلى حد كبير، ولا تحتوي على بنية تحتية تتجاوز المنصات المرتفعة لمراقبة الطيور ومسارات للمشي لمسافات طويله وركوب الدراجات والتزلج الريفي على الثلج.
وايضاً توفر إمكانية الوصول لصيد الأسماك في المياه المالحه.
اشتق اسم متنزه شادمور الحكومي من شبش كثيف ( أميلانشير ) وجد أنه ينمو فوق الجرف.توجد ايضًا أشجار الكرز الأسود ( بورنوز سيروتينا ) التي تنمو في الحديقة والمهددة بالانقراض (آغالينيس أكوتا) .

## روابط خارجية
- New York State Parks: Shadmoor State Park
- Shadmoor State Park trail map